# 三ヨウ化テトラブチルアンモニウム
三ヨウ化テトラブチルアンモニウム（さんヨウかテトラブチルアンモニウム、英: Tetrabutylammonium triiodide）は、化学式[N(C4H9)4]I3で表され、TBAI3と呼ばれる、三ヨウ化物対イオンを持つ第四級アンモニウム塩である。これは、光起電材料、有機導電体、および有機超伝導体の化学合成で使用される三ヨウ化物の一般的な担体である。結晶中では、三ヨウ化物部分は直線状であり、高い結晶化度を示す。結晶は、針状または板状の晶癖を持つ黒色の外観をしている。